# Shizukuishi (stacja kolejowa)
Shizukuishi (jap. 雫石駅 Shizukuishi-eki) – stacja kolejowa w Shizukuishi w prefekturze Iwate.

## Położenie

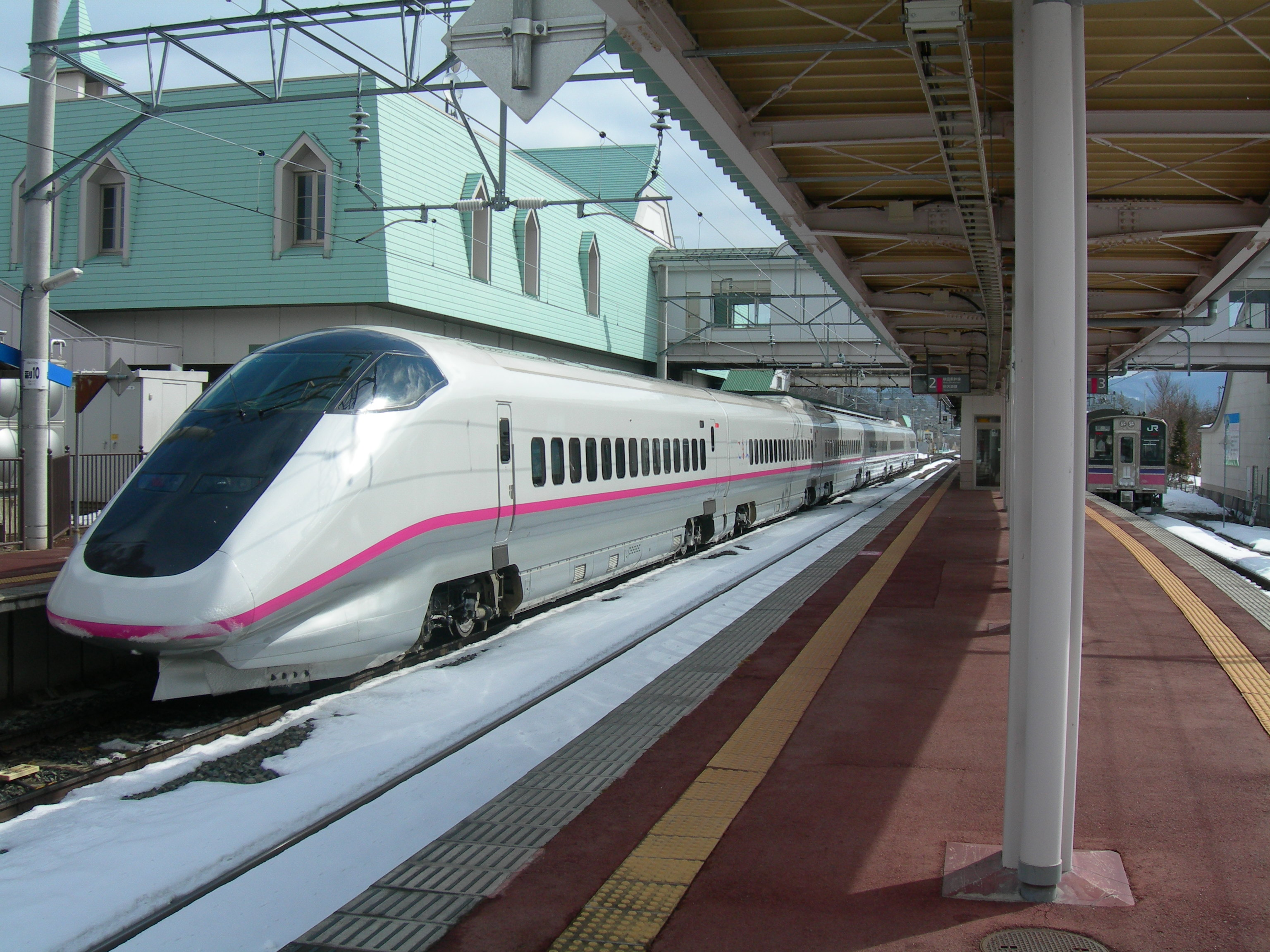
Perony

Stacja położona jest w dzielnicy Teranoshita.

## Linie kolejowe
Stacja wspólna dla linii Akita Shinkansen i Tazawako-sen.

## Historia
Otwarta została 25 czerwca 1921 roku. W 2012 roku obsługiwała średnio 574 pasażerów dziennie.